# 林鐘勳
林 鐘勳（イム・ジョンフン、임종훈、1997年1月21日 - ）は韓国の卓球選手。大田広域市出身。Tリーグは岡山リベッツ、T.T彩たまの所属歴あり。

## 経歴
張禹珍との男子ダブルスで、2016年のベラルーシオープン、2018年の韓国オープン、2018年のITTFワールドツアーグランドファイナルで優勝した。
2018ポーランドオープンでは、決勝で張禹珍を破り男子シングルスで優勝した。

## 主な戦績
2018年
- ITTFチャレンジ・ポーランドオープン 男子シングルス 優勝
- ITTFワールドツアーグランドファイナル 男子ダブルス 優勝（張禹珍ペア）

2021年
- 第25回アジア卓球選手権 男子ダブルス 準優勝（張禹珍ペア）、男子団体 優勝